# Fénymag
A fénymag vagy kanáriköles (Phalaris canariensis) az egyszikűek (Liliopsida) osztályának a perjevirágúak (Poales) rendjébe, ezen belül a perjefélék (Poaceae) családjába tartozó faj.

## Előfordulása
A fénymag őshazája a Kanári-szigetek és a Földközi-tenger térségének nyugati része, köztük Észak-Afrika is. Őshazájára a fényben gazdag mediterráneumra, nemcsak magyar neve, hanem a fény iránti igényessége is emlékeztet. Szívós növényfaj, a hőre, a tápanyagra, a talajnedvességre sem érzékeny, hiszen elvadult állományai találhatók a Kaukázusban. Ezt a növényt, a világszerte termesztik és sok helyen el is vadult. Vad állományai találhatók: az Azori-szigeteken, Dániában, Svédországban, az Egyesült Királyságban, Ausztriában, Belgiumban, Fehéroroszországban, Albániában, Bulgáriában, Horvátországban, Szlovéniában, Franciaországban, Spanyolországban, Észtország, Törökországban, Mexikóban, Kolumbiában, Peruban, Chilében, Argentínában, Hawaiin és Új-Zélandon. A fő fénymagot termesztő országok: Kanada, az Amerikai Egyesült Államok, Argentína, Csehország, Hollandia és Magyarország.

## Megjelenése
Az élőhelyi viszonyoktól függően, a fénymag termete eltérő. Általában a főhajtásokból és mellékhajtásokból álló, merev, sima, felálló szalmaszára 30-100 centiméter magas. Ennek csúcsán fejlődnek ki a tojásdad alakú, felálló, 15-16 milliméter hosszú bugavirágzatok (füzéres fürtvirágzatok). A virágok széllel porozódnak, idegen virágportól termékenyülnek, de kis számban öntermékenyítő egyedek is előfordulnak. A kemény, erősen lapított, szorosan összenyomott füzérkék éréskor széttöredeznek, a pelyvalevelek éréskor szétnyílnak, s a mag könnyen kipereg közülük. A virágból a bibe lép ki előbb, s csak később jelennek meg a porzók. Szemtermésének a fala összenőtt a maghéjjal; a fellevélből alakult toklászok rajta maradnak a termésen.

## Termesztése
Magyarországi termesztése tápanyagokban gazdag, jó minőségű talajokon lehet sikeres. Magjának kicsiny mérete miatt kellően eldolgozott, megfelelően tömörített talajban készített magágyat kíván. Április elején, 1-1,5 centiméter mélységben olyan sűrűn vetjük, mint a gabonát. A vetőmagszükséglet 50-55 kilogramm hektáronként. A fénymag tápanyagigényes növény, olyannyira, hogy a vegetáció ideje alatt folyamatos nitrogénellátást kíván. Tenyészideje 110-120 nap; az aratását viaszéréskor gabonakombájnnal végezhetjük. Termése, a talajtól és az időjárástól függően, akár 1-2 tonna hektáronként is lehet.
Fő kártevője az Oulema melanopus nevű bogár, amely ellen azonban foszforsavészteres kezeléssel harcolhatunk.
Mindegyik díszmadarunk szívesen fogyasztja a fénymagot. A fénymag termesztése, főképpen a madáreleségként hasznosított mag iránti kereslet kielégítésének eredménye.

## Termelése
2023-ban a fénymagot 8 országban termesztették 243 ezer hektár földterületen, és az éves termésmennyisége meghaladta a 198 ezer tonnát. 2013 és 2023 között a fénymag földterülete 199 ezer hektárról 243 ezer hektárra (22,1%) nőtt, míg a termésmennyisége 195 ezer tonnáról 198 ezer tonnára (1,5%) nőtt.
A világ legnagyobb fénymag termelői közé tartozik Kanada (56,4%), Thaiföld (18,6%), Argentína (18,4%), Ausztrália (2,5%) és Törökország (2,1%). Ezek az országok a 2023-as termelésük alapján az első öt helyen álltak. 2023-ban Kanada egyedül az éves termés több mint felét (56,4%) adták a világ fénymag termelésének.
Legnagyobb exportáló országok Kanada (69%), Argentína (7,6%) és Magyarország (3,1%), míg a legnagyobb importországok az Mexikó (15,9%), Belgium (11,7%) és Brazília (7,7%).
Magyarország nem termeszt fénymagot, így az ország behozatalra szorul. Magyarország főleg Kanadából (56,2%), Ukrajnából (26,6%) és Belgiumból (10,1%) importál fénymagot. A behozott fénymag egy részét tovább értékesíti az ország, főleg Belgium (52,8%), Olaszország (28,2%) és Lengyelország (28,2%) felé.

## Képek

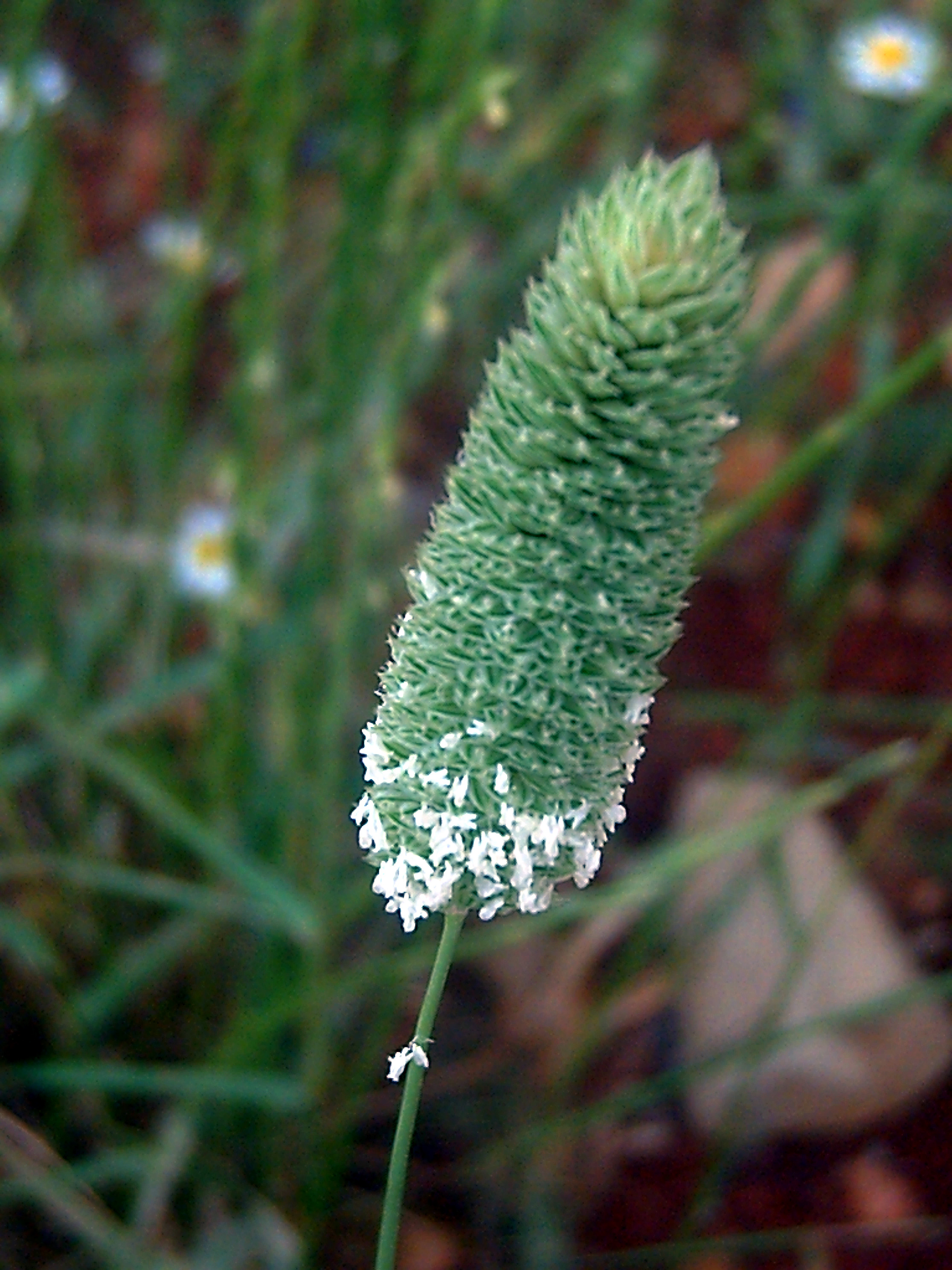
virágzata
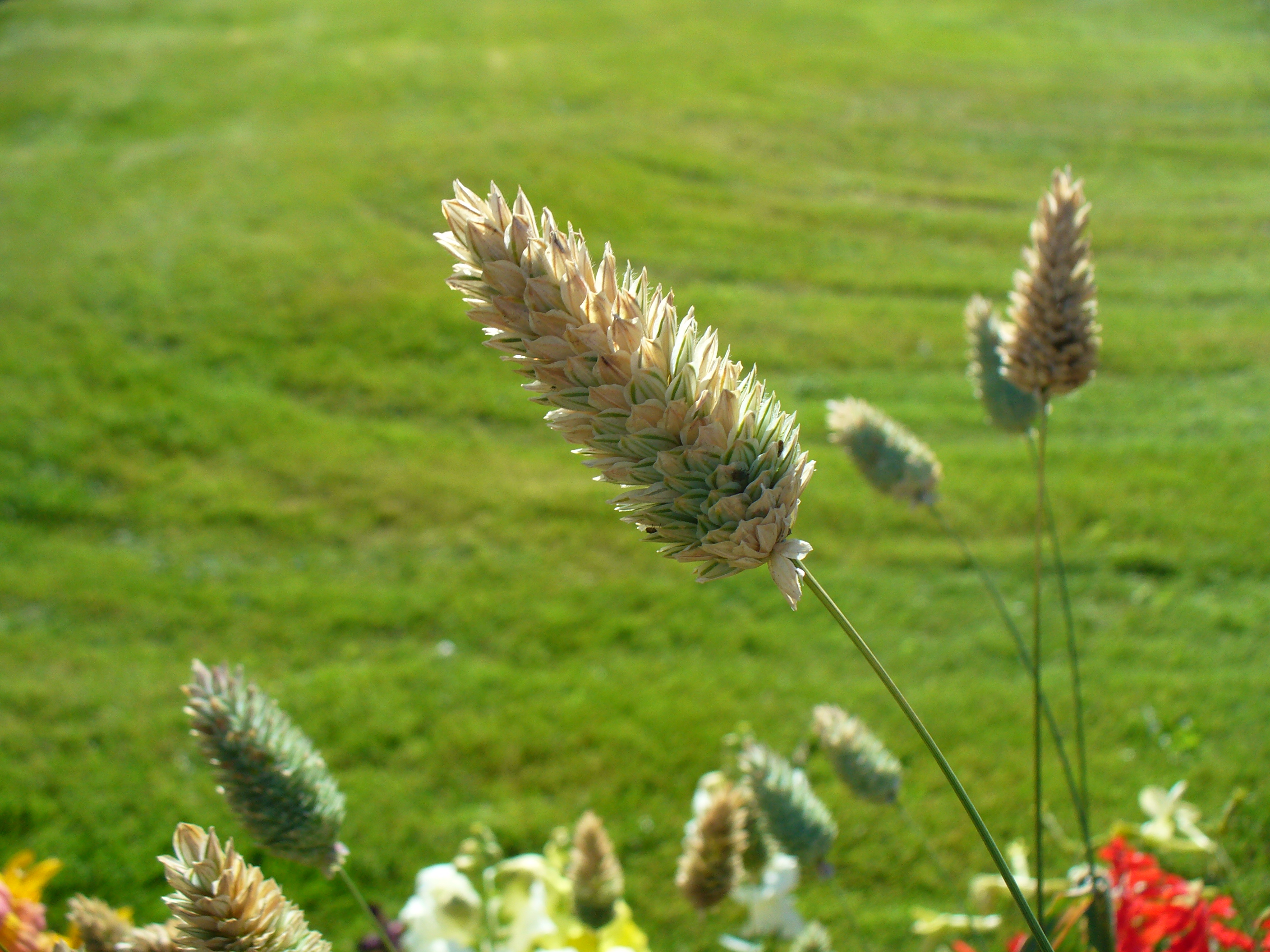
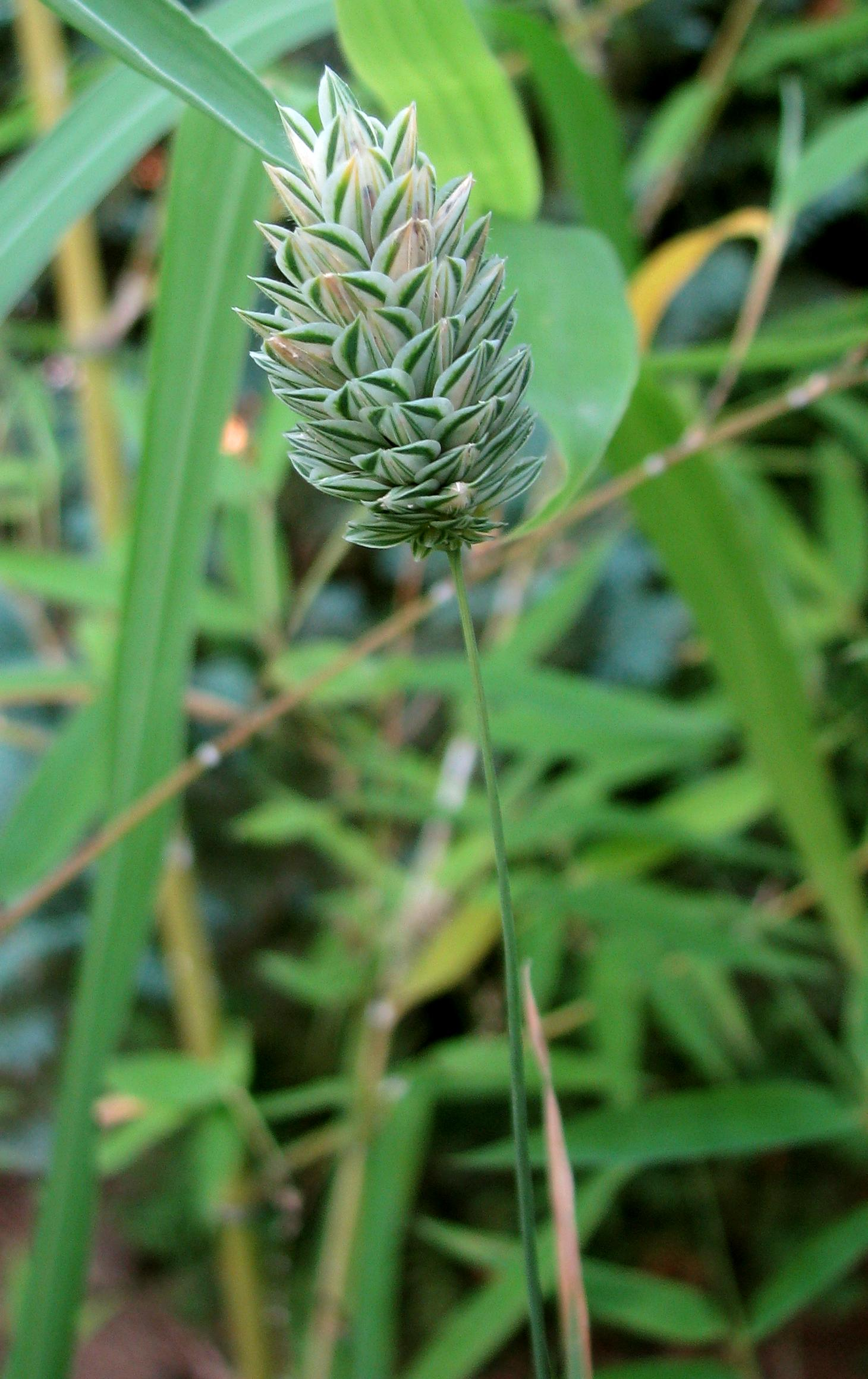
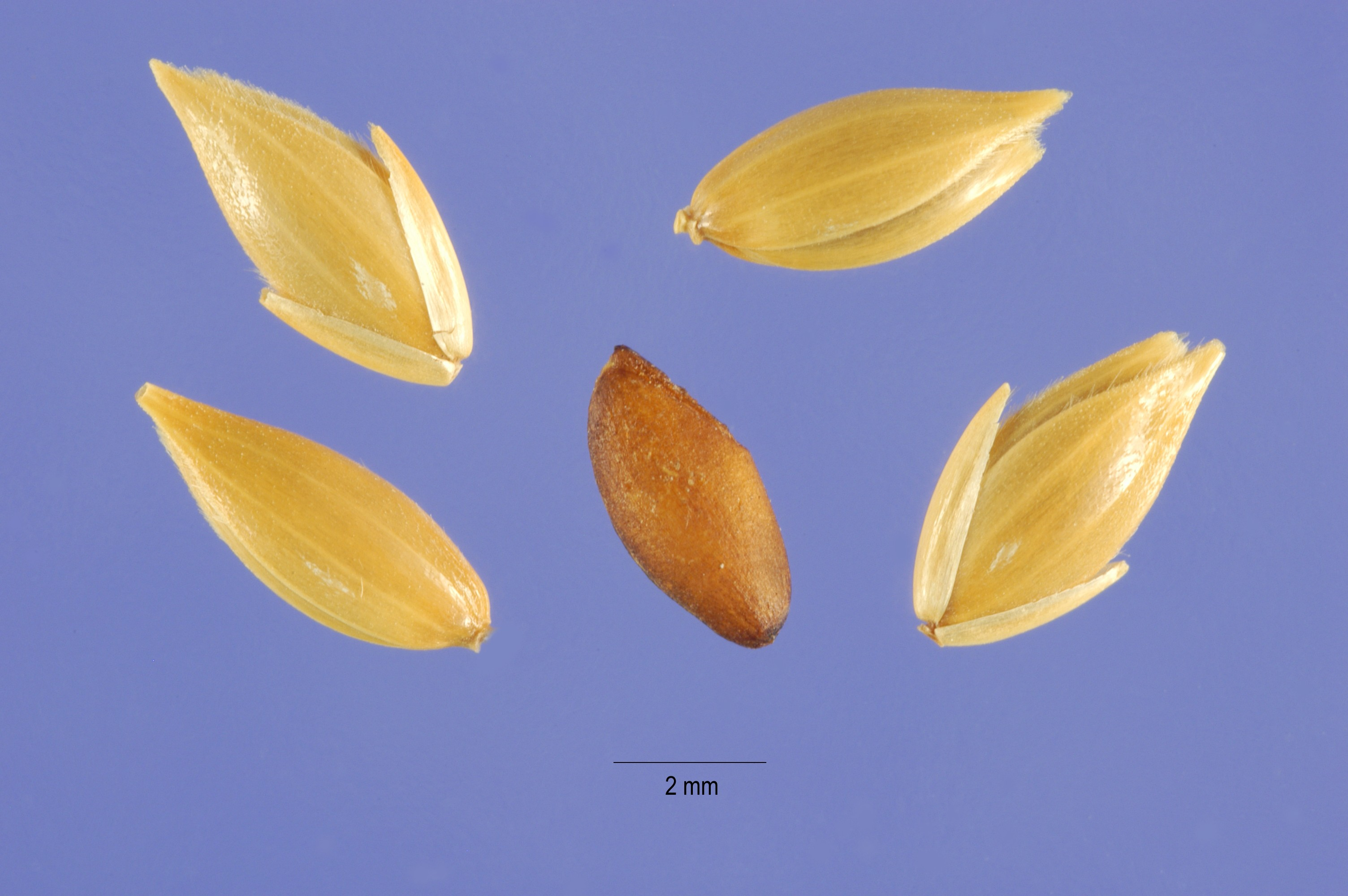
magvai
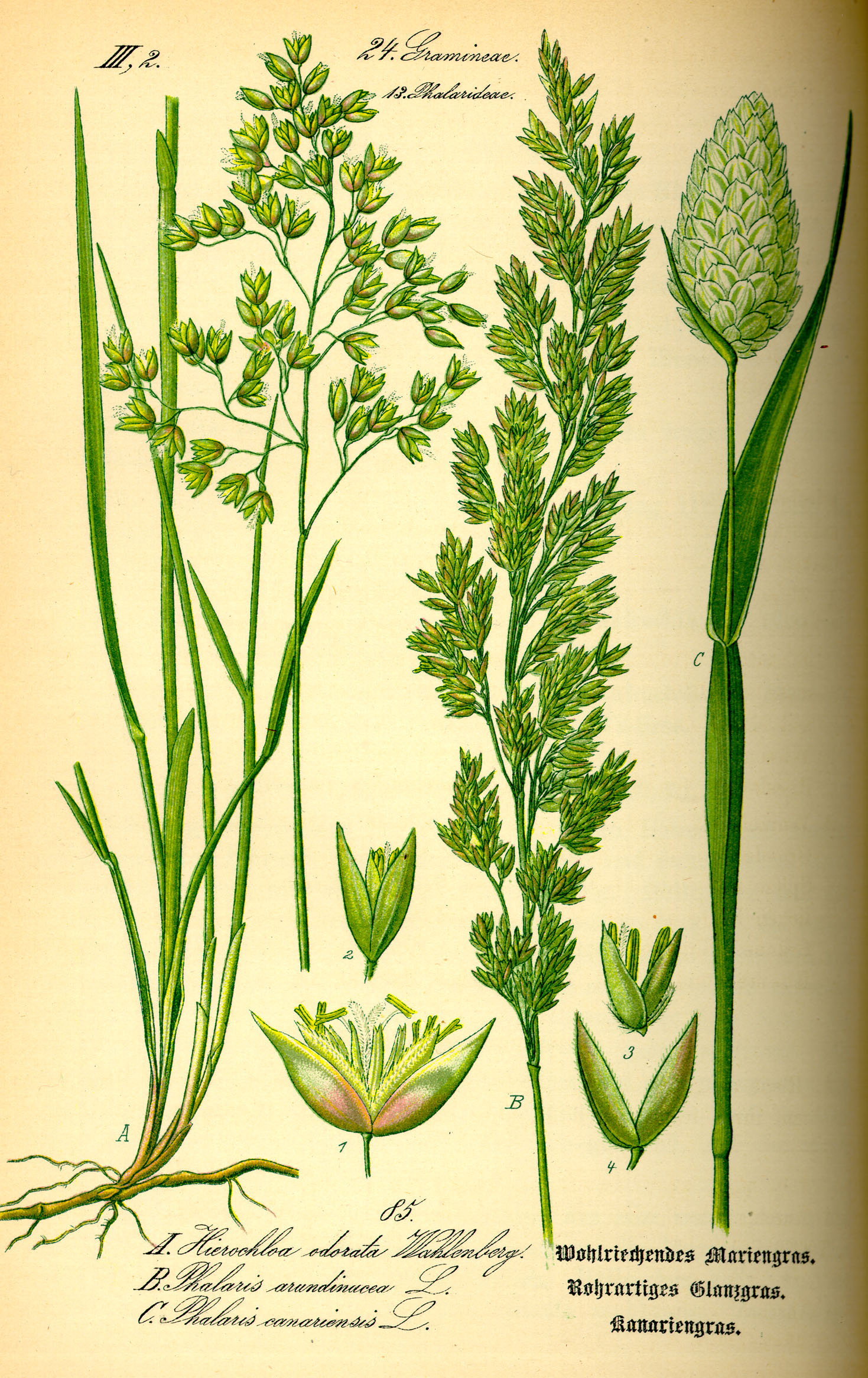
rajz a növényről
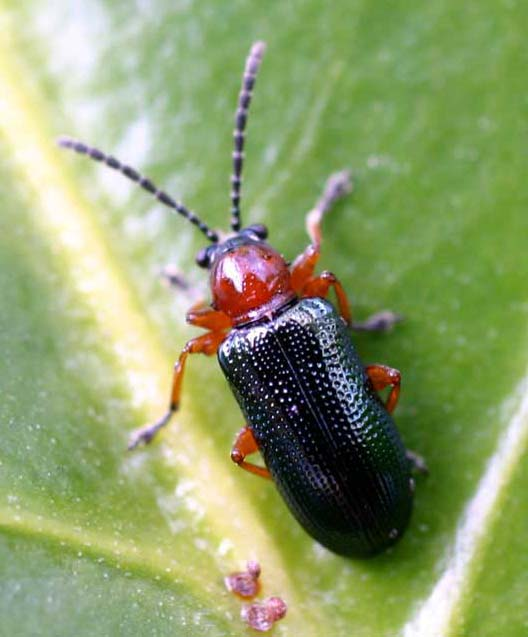
az Oulema melanopus, a fénymag legfőbb kártevője